# Powiat Gmunden
Powiat Gmunden (niem. Bezirk Gmunden) – powiat w Austrii, w kraju związkowym Górna Austria, w Traunviertel. Siedziba znajduje się w mieście Gmunden.

## Geografia
Południowa i środkowa część powiatu znajduje się w Północnych Alpach Wapiennych, południowy zachód w Salzkammergut a południowy wschód i część centralna w górach Totes Gebirge.
Powiat Gmunden graniczy z następującymi powiatami: na północnym zachodzie Vöcklabruck, na północy Wels-Land, na północnym wschodzie Kirchdorf an der Krems, na południowym wschodzie Liezen (Styria), na południu St. Johann im Pongau, na południowym zachodzie  Salzburg-Umgebung i Hallein (ostatnie trzy w kraju związkowym Salzburg).

## Podział administracyjny
Powiat podzielony jest na 20 gmin, w tym trzy gminy miejskie (Stadt), siedem gmin targowych (Marktgemeinde) oraz dziesięć gmin wiejskich (Gemeinde).
| Miasta 1. Bad Ischl (14 228) 2. Gmunden (13 360) 3. Laakirchen (9813) Gminy targowe 1. Altmünster (9915) 2. Bad Goisern am Hallstättersee (7588) 3. Ebensee (7501) 4. Hallstatt (734) 5. St. Wolfgang im Salzkammergut (2944) 6. Scharnstein (4955) 7. Vorchdorf (7745) | Gminy 1. Gosau (1841) 2. Grünau im Almtal (2048) 3. Gschwandt (2989) 4. Kirchham (2235) 5. Obertraun (735) 6. Ohlsdorf (5408) 7. Pinsdorf (4332) 8. Roitham am Traunfall (2107) 9. St. Konrad (1171) 10. Traunkirchen (1706) |
| (liczba mieszkańców 1 stycznia 2023) | |